# Hellicha Wittelsbach
Hellicha (Heilika) Wittelsbach (ur. ok. 1160, zm. po 1214) – czeska księżna, żona Konrada II Otto.
Heilika była córką palatyna bawarskiego Ottona III i Benedykty von Moosburg, córki hrabiego Burkharda V. Przed 1176 poślubiła Konrada II Otto, który był od niej ok. 25 lat starszy. Małżeństwo było bezpotomne.